# Acianthera cryptantha
Acianthera cryptantha é uma espécie de orquídea epífita, família Orchidaceae, do Rio Grande do Sul e Minas Gerais, Brasil, Desde 2010 esta planta  encontra-se classificada na secção Cryptophoranthae de Acianthera, mas antes era conhecida como Cryptophoranthus cryptanthus. OsCryptophoranthus são as espécies brasileiras de Acianthera com caules curtos e flores juntas ao substrato. Suas flores têm as extremidades das sépalas coladas formando uma pequena janela. Trata-se de uma das duas espécies com folhas bem pequenas, mais ou menos eretas. Facilmente diferenciável da Acianthera minima pelas folhas mais longas, eretas e mais delicadas.

## Publicação e sinônimos
- Acianthera cryptantha (Barb.Rodr.) Pridgeon & M.W.Chase, Lindleyana 16: 243 (2001).

Sinônimos homotípicos:
- Pleurothallis cryptantha Barb.Rodr., Gen. Spec. Orchid. 1: 13 (1877).
- Cryptophoranthus cryptanthus (Barb.Rodr.) Barb.Rodr., Gen. Spec. Orchid. 2: 80 (1881).
- Phloeophila cryptantha (Barb.Rodr.) Garay, Orquideologia 9: 117 (1974).

Sinônimos heterotípicos:
- Cryptophoranthus cryptanthus var. grandiflorus Cogn. in C.F.P.von Martius & auct. suc. (eds.), Fl. Bras. 3(4): 324 (1896).
- Cryptophoranthus juergensii Schltr., Repert. Spec. Nov. Regni Veg. Beih. 35: 46 (1925).
- Pleurothallis neojuergensii Luer, Monogr. Syst. Bot. Missouri Bot. Gard. 20: 16 (1986).
- Acianthera neojuergensii (Luer) Pridgeon & M.W.Chase, Lindleyana 16: 245 (2001).
- Acianthera juergensii (Schltr.) F.Barros, Bradea 8: 294 (2002).